# 王茅
王茅是民间对茅台镇所产的一种酱香型白酒的称呼。
王茅源于1879年于茅台村由石荣霄、孙全太和王立夫三人成立的“荣太和烧坊”，后改名为“荣和烧坊”，其产品为“王茅”。1950年代初，中国政府将原三家最主要的茅台私人烧坊，即出产王茅的荣和烧坊、出产华茅的成义烧坊、和出产赖茅的恒兴烧坊、合并成立国营茅台酒厂。
王茅创始人曾孙、第四代传人王秉權因不愿意配合人民政府公私合营，于1951年被“阴谋支持匪特武装叛变”的罪名枪决。以原恒兴烧坊业主赖永初为新厂主管，成义烧坊业主华问渠则转任贵州省工业厅副厅长。三家烧坊均献出其祖传茅台酿造配方，由新厂优选改进后投产。
改革开放后
王氏后人成立私企，以原祖传六十三味酒曲配方重启原王茅酿制，复产后曾一度再次用旧名王茅，但因和茅台集团采用的三家优化配方有所不同，因此口感也有不同；加之贵州茅台酒公司于1988年已注册王茅、赖茅和华茅三个商标，所以后来不再以王茅称谓其产品，而以王荣古窖、六三伍三、秉乾老窖三个注册商标为名。